# ويليام بي. ماك
ويليام بي. ماك (بالإنجليزية: William B. Mack)‏ هو ممثل أمريكي، ولد في 8 أبريل 1872 في الولايات المتحدة، وتوفي بنفس المكان في 13 سبتمبر 1955.

## وصلات خارجية
- ويليام بي. ماك على موقع IMDb (الإنجليزية)
- ويليام بي. ماك على موقع أول موفي (الإنجليزية)
- ويليام بي. ماك على موقع قاعدة بيانات برودواي على الإنترنت (الإنجليزية)
- ويليام بي. ماك على موقع كينوبويسك (الروسية)